# Сасахле
Сасахле (груз. სასახლე) — село в Грузії.
За даними перепису населення 2014 року в селі проживає 587 особи.